# Mary Morstan
Mary Morstan é uma personagem de ficção da série de romances e contos sobre Sherlock Holmes escritos por Sir Arthur Conan Doyle. Aparece pela primeira vez no romance O Signo dos Quatro. No final da aventura se casa com o dr. Watson, companheiro e biógrafo do grande detetive. 

## História e características
É uma jovem loira, pequena e delicada. Sua beleza não consiste na regularidade dos traços, nem no brilho do rosto, mas sobretudo numa expressão aberta e amável, nos grandes olhos azuis sensíveis e profundos, segundo a descrição que faz dela seu futuro marido ao encontrá-la pela primeira vez na sala de estar de Sherlock Holmes.
No momento em que contrata Holmes, Mary trabalha como governanta na casa da sra. Cecil Forrester. Como o dr. Watson comprova no decorrer da aventura, não é considerada como uma empregada, mas estimada pela patroa como amiga. Conta 27 anos quando vem procurar os conselhos e os serviços do famoso detetive.
É filha do capitão Arthur Morstan, que pertencia ao 34º Regimento de Infantaria de Bombaim, na Índia, e era encarregado, com outros oficiais, da vigilância dos presidiários que cumpriam pena nas ilhas Andamã. É órfã de mãe e não tem parente na Inglaterra, para onde seu pai a envia quando ainda é criança.
É internada num colégio em Edimburgo, capital da Escócia, e ali permanece até completar dezessete anos. É quando seu pai obtém uma licença de doze meses e volta à Inglaterra. Ao procurá-lo no hotel onde está hospedado, informam-lhe que ele saiu. Espera o dia inteiro e, como o pai não volta, comunica-se com a polícia. Depois desse dia não tem mais notícia do pai.
Três anos e meio mais tarde um anúncio no Times solicita o endereço de Mary Morstan. Aconselhada pela sra. Forrester, publica onde mora na coluna de pequenos anúncios do jornal. No mesmo dia recebe pelo correio uma caixinha de papelão contendo uma grande pérola. Depois daquele dia recebe um pacote, na mesma data, com uma pérola semelhante, de valor considerável, num total de seis.
Seu namoro com o dr. Watson começa timidamente e, quando o tesouro a que tem direito é encontrado, o dr. Watson leva a arca que o contém para apresentá-la primeiro a ela. Mas, quando abre a caixa, o tesouro não se encontra mais ali. 
Quando Watson comunica a Holmes seu casamento com Mary, o detetive deixa escapar um suspiro de desilusão. Mas elogia sua futura esposa, dizendo que ela possui um verdadeiro gênio e se daria muito bem no trabalho de investigação.
Watson e Mary se casam em maio de 1889. No conto O Corcunda, Holmes vai procurar Watson numa noite de verão, alguns meses depois de seu casamento, e os dois ficam conversando horas enquanto o detetive tenta encontrar solução para um dos casos mais estranhos que já encontrou. 
Na aventura O Mistério do Vale Boscombe, Mary se preocupa com a saúde de Watson e diz que uma viagem ao oeste do país (onde fica Boscombe) lhe faria bem, quando Holmes o convida mediante um telegrama a participar da investigação de um crime ocorrido na região. 
Mary morre em circunstâncias que não são relatadas em nenhum dos romances e contos de Conan Doyle e Watson não faz nenhuma referência à sua perda. É provável que ela tenha morrido no intervalo entre os casos O Problema Final e A Casa Vazia, pois em sua carta de despedida a Watson, escrita nas cataratas de Reichenbach, Holmes pede ao seu velho amigo que transmita seus cumprimentos à sra. Watson.
No conto A Casa Vazia, Watson escreve que Holmes soube da perda trágica que havia sofrido e demonstrou sua solidariedade, mais com sua atitude que com palavras. Na aventura O Construtor de Norwood, uma das mais imediatas depois da "volta" de Holmes, Watson relata que, a pedido do detetive, vendeu seu consultório médico e voltou a residir com ele na Baker Street. 